# Старая Преображенка
Старая Преображенка — деревня в Чановском районе Новосибирской области. Входит в состав Старокарачинского сельсовета.

## География
Площадь деревни — 58 гектаров.

## Население
| 2002 | 2007 | 2010 |
| ---- | ---- | ---- |
| 473  | ↗487 | ↘436 |

## Инфраструктура
В деревне по данным на 2007 год отсутствует социальная инфраструктура.

## Археология
- Комплекс памятников у села Старая Преображенка состоит из пяти памятников эпохи бронзы и железа[5]
- У представителя ирменской культуры I6047 (Tomsk_2124, inventory number 2124, Priobrazhenka 3, kurgan 19, burial 5, Старая Преображенка, Чановский район, Новосибирская область, 1384-1213 лет до н. э.) определили Y-хромосомную гаплогруппу R1a>R-Z93 и митохондриальную гаплогруппу R1b[6]